# Ladysmith (Australia)
Ladysmith – miasto w Australii, w stanie Nowa Południowa Walia.